# Atlantarctia tigrina

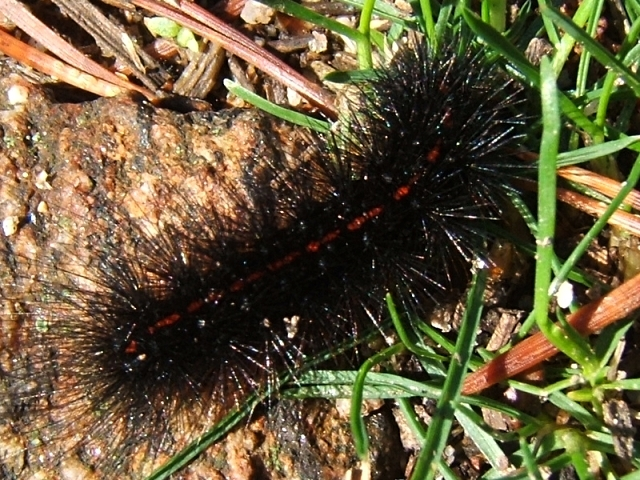
Raupe

Atlantarctia tigrina, in der Literatur auch als Arctia fasciata zu finden und zuweilen als Tigerbär bezeichnet, ist ein Schmetterling (Nachtfalter) aus der Unterfamilie der Bärenspinner (Arctiinae). 

## Merkmale

### Falter
Die Falter besitzen eine Flügelspannweite von 41 bis 48 Millimetern bei den Männchen und 41 bis 51 Millimetern bei den Weibchen. Die Vorderflügeloberseite hat eine schwarze Grundfarbe und ist von mehreren breiten weißen Querbinden durchzogen, die meist durch schmale Längsstege miteinander verbunden sind. Die Hinterflügeloberseite ist orange gelb gefärbt, zum Saum hin rötlich und mit schwarzen Flecken in der Postdiskalregion sowie weiteren in der Flügelmitte versehen. Die Unterseiten sämtlicher Flügel bilden die Farben und Muster der Oberseiten in undeutlicher und abgeschwächter Intensität ab. Die Fühler der Männchen sind beidseitig bewimpert, diejenigen der Weibchen sind fadenförmig und leicht sägezähnig. Der Thorax ist wollig schwarzbraun behaart. Vom kräftig rot gefärbten Abdomen hebt sich auf der Oberseite eine schwarze Längslinie ab, die sich am Ende erweitert.

### Raupe
Junge Raupen haben eine graue Farbe und sind mit sehr langen Haaren am gesamten Körper versehen. Ausgewachsene Tieren haben eine kurze und dichte Behaarung, die auf dem Rücken schwarz und an den Seiten rotbraun gefärbt ist. Einige Exemplare zeigen eine rote Rückenlinie.

### Ähnliche Arten
Atlantarctia dido, Atlantarctia oberthueri und Atlantarctia ungemachi unterscheiden sich durch schmalere Binden auf der Vorderflügeloberseite. Die vorgenannten  Arten kommen ausschließlich in Nordafrika vor.

## Verbreitung und Vorkommen
Das Verbreitungsgebiet von Atlantarctia tigrina umfasst die Iberische Halbinsel sowie Südfrankreich und Norditalien. Die Art besiedelt bevorzugt karge felsige Gegenden und Steppenheiden.

## Lebensweise
Die Flugzeit der in einer Generation fliegenden, nachtaktiven Falter umfasst die Monate Mai bis Juli. Insbesondere die Männchen besuchen künstliche Lichtquellen. Hauptnahrungspflanzen der Raupen sind die Blätter von Flieder- (Syringa) und Ginster-Arten (Genista) sowie niedrig wachsende Pflanzen. Die Raupen sind oftmals zu einem hohen Prozentsatz von Parasitoiden befallen, beispielsweise von Brackwespen (Braconidae). Die Verpuppung erfolgt in einem Kokon zumeist unter Steinen. Die Art überwintert als Raupe.